# Antic Can Batista Font
L'antic Can Batista Font és un edifici del municipi de Tossa de Mar (Selva) que formava part de l'Inventari del Patrimoni Arquitectònic de Catalunya. Es tracta d'un edifici originari del segle xviii i reformat durant els segles XIX i XX. En aquest cas, la casa va ser enderrocada en la tardor del 83 del segle passat i posteriorment es va construir l'actual bloc de pisos.

## Descripció
Es tracta d'un immoble que consta de quatre plantes i que està arrebossat i pintat de blanc. L'edifici està ubicat al costat esquerre del carrer Sant Telm i juntament amb les façanes que donen al carrer Nou Sardanes i Sant Pere, acaba conformant un bloc de pisos. Així en la planta baixa hi trobem les dependències corresponents a la galeria d'art "Joan Planellas". La resta de l'espai físic de la façana equivalent al primer, segon i tercer pis hi ha balcons estrets i no emergents. Es tracta en definitiva d'un bloc de pisos d'estil funcional i sense cap decoració especial, creat al centre de Tossa.
Fins a la tardor del 83 del segle passat -moment fatídic en què l'edifici primigeni va ser enderrocat-, era una casa de dues plantes. La planta baixa estava arrebossada i no oferia cap interès en especial. Mentre que en el primer pis era on es concentrava tota la riquesa decorativa, com ara: l'emmarcament de les finestres per pilastres amb capitells sense decoració, passant per la barana de ferro forjat correguda en tota l'amplitud del pis, amb els cantons rodons i decoració de tall vegetal i fins a arribar al rematat superior, amb el fris amb arcs de mig punt molt rebaixats culminat per la cornisa ornada amb una àmplia motllura en ziga-zaga.